# 鈴木重臣

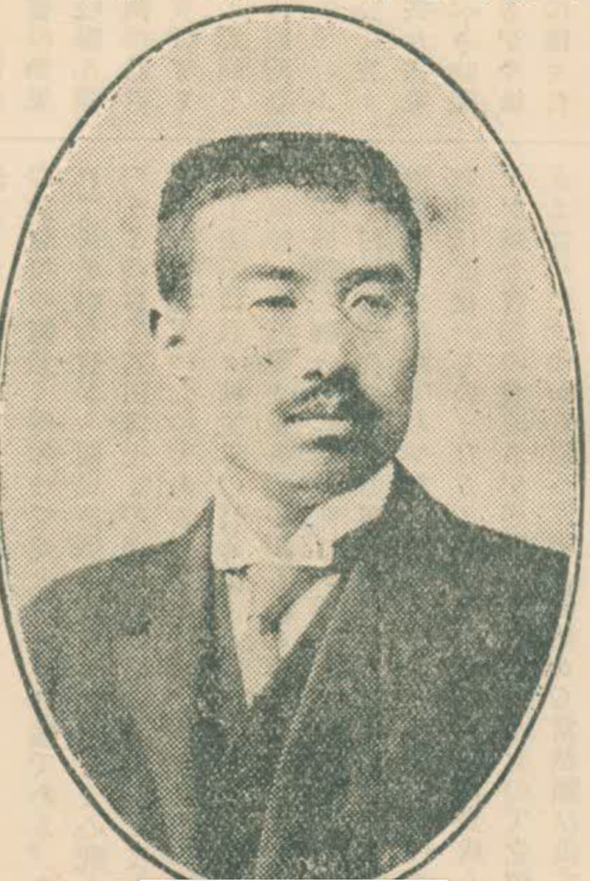
鈴木重臣

鈴木重臣（1872年1月24日—1930年12月），原名八太六，後改重臣，日本靜岡縣人。明治、大正、昭和時代的實業家，曾任大日本製糖株式會社臺灣工場理事。

## 生平
鈴木重臣在明治四年（1871）年和曆十二月十五日出生於靜岡縣周智郡宇刈村:267，為鈴木勝三郎之長男。1891年將原名八太六改名為重臣，1896年畢業於慶應義塾（慶應大學前身）理財科:267，隨即於1897年3月:16進入王子製紙株式會社工作:267，任天龍川出張所主任。1907年擔任美濃製紙株式會社專務取締役，1909年請辭，任大日本製糖株式會社大阪工場長，之後調任大里工場長:267兼任主事:16。1916年升任臺灣工場理事:267，因而渡臺:16。翌年繼承家督，1918年擔任大日本製糖株式會社取締役，是首位以取締役身分兼任的理事。之後發起創立臺灣鐵工所、臺灣炭業會社:267，並在前者擔任監査役，後者擔任取締役。1920年，任第一屆臺南州協議會員:267:37。1928年，任臺灣總督府評議會員。
擔任臺灣工場理事期間，在臺灣第一工場增設榨糖力一千英頓的B機，並使臺灣工場之蔗糖產量由一甲四萬斤，生產額三、四十萬擔，提高為一甲十萬斤以上，生產額97萬4千擔、完成設置酒精工場、主導1927與東洋製糖株式會社的合併、新高製糖株式會社的委託經營案。秩父宮雍仁親王與臺灣總督伊澤多喜男的巡視，也都由他以「日糖代表」之身分出面迎接。
鈴木在昭和天皇的即位大典中獲授藍綬褒章。1930年12月，鈴木逝世。過世後，臺灣支社特地為其舉辦遙拜式。